# Альтман Мойсей Ельович
Мо́йше А́льтман (Мойсе́й Е́льович (Ілліч); нар. 7 травня 1890, Липкани, Хотинського повіту Бесарабської губернії, нині смт Брічанського району Молдови — пом. 21 жовтня 1981, Чернівці) — єврейський письменник. Жертва Сталінських репресій.

## Біографічні відомості

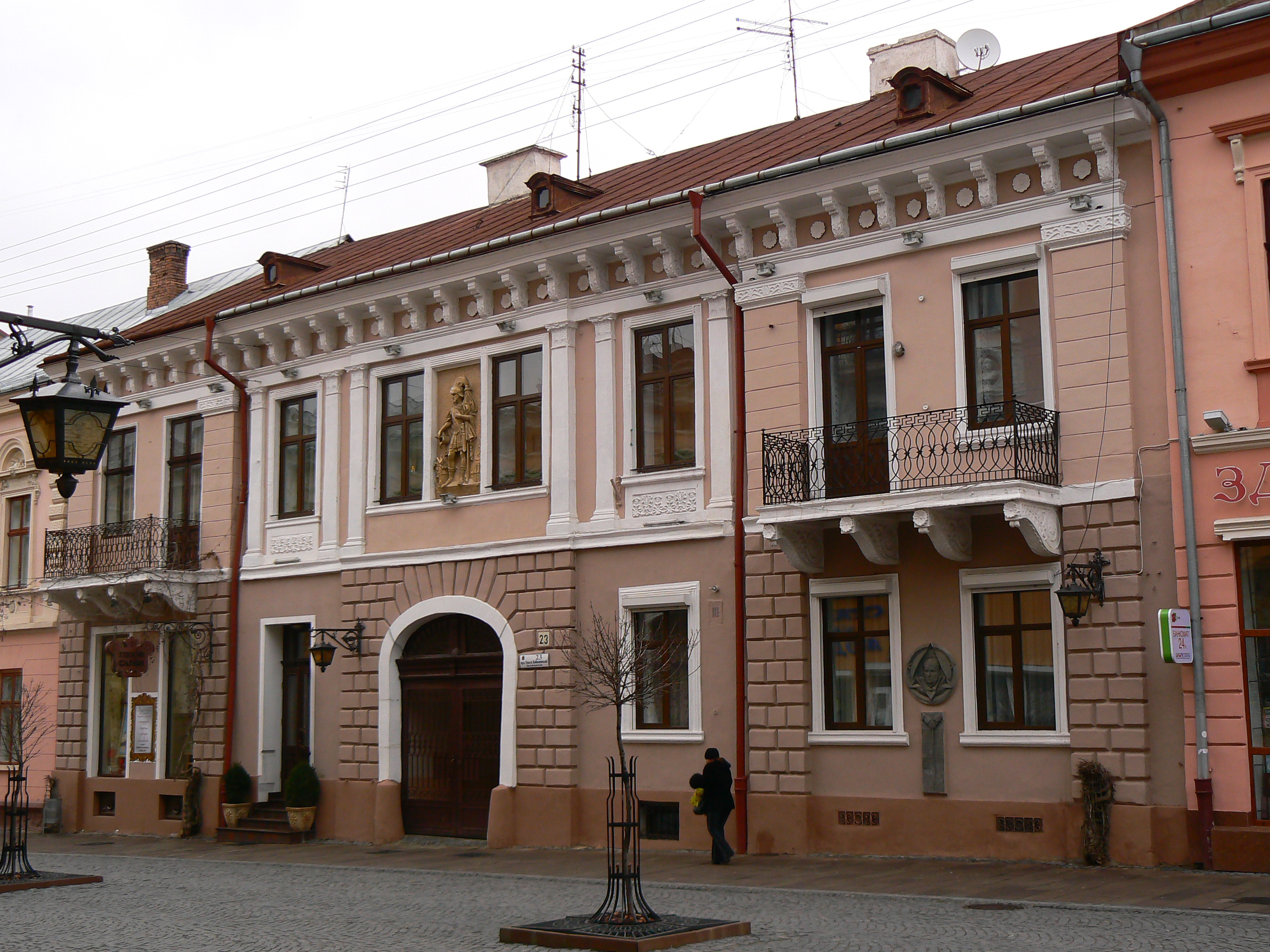
Будинок № 23 по вулиці Ольги Кобилянської у Чернівцях, де жив письменник

Народився в сім'ї бідного ремісника. Закінчив початкову єврейську школу (хедер) та три класи ремісничого училища. Зважаючи на літературні здібності сина, батько відправив його навчатися до Кам'янець-Подільської гімназії, яку Альтман закінчив 1908 року.
Перші вірші надрукував в Одесі в єврейській газеті «Унзер лебен». До приєднання Буковини до СРСР багато мандрував, жив у Румунії, Франції, Бразилії, Аргентині, де друкував твори, виступав на літературних вечорах.
Писав мовою їдиш. У 1919 видав першу прозову книжку. Затим побачили світ збірки оповідань «Міраж» (1926), «Віденська карета» (1935), «Коріння» (1948), романи «Мідраш Пінхас» (1936), «Метелики» (1938), п'єси «На покутному ланцюгу» (1946), «Дочка Ефти» (1947), «Десята заповідь» (1948), «Маніш» (1965), добірка новел «Нотатки старого» (1974).
Альтман був тісно пов'язаний з театром Сіді Таль, київським і московським театром «ГОСЄТ», тривалий час був завлітом Українського єврейського державного театру. Переклав єврейською мовою (їдиш) п'єси О. Островського, Г. Мольєра, Д. Прістлі та ін.
Наприкінці 1949 року заарештовано і звинувачено в активній націоналістичній діяльності, антирадянській пропаганді, шпигунстві. Із 10 призначених років ув'язнення в таборах відбув 6, після чого Альтмана звільнили й повністю реабілітували.

## Книги, видані в Москві
- Корни: Рассказы / Перевод с еврейского О. Любомирского. — М.: Советский писатель, 1959. — 132 с.
- Венская карета: Роман, повести, рассказы. — М.: Советский писатель, 1980. — 368 с. — (На івриті).